# Gouvernement Aragonès
Généralité de Catalogne
Torra Illa
Le gouvernement Aragonès (en catalan : Govern Argonès) est le gouvernement de la généralité de Catalogne entre le 26 mai 2021 et le 12 août 2024, sous la XIIIe-XIVe législature du Parlement de Catalogne.
Il est dirigé par l'indépendantiste Pere Aragonès, après sa victoire aux élections parlementaires anticipées de 2021 à la majorité relative. Il est initialement constitué d'une coalition minoritaire entre la Gauche républicaine de Catalogne et Ensemble pour la Catalogne. Il succède au gouvernement de coalition présidé par l'indépendantiste Quim Torra, puis par Aragonès à titre intérimaire, et cède le pouvoir au gouvernement du socialiste Salvador Illa. 
En octobre 2022, Junts décide de se retirer de l'alliance soutenant l'exécutif.

## Historique du mandat
Le gouvernement est dirigé par le président de la Généralité indépendantiste de gauche Pere Aragonès, précédemment vice-président. Il est constitué d'une coalition entre la Gauche républicaine de Catalogne (ERC) et Ensemble pour la Catalogne (Junts). Ensemble, ils disposent de 65 députés sur 135, soit 48,1 % des sièges du Parlement. Il bénéficie initialement du soutien sans participation de la Candidature d'unité populaire (CUP), qui dispose de 9 députés, soit 6,7 % des sièges.
Il est formé à la suite des élections du 14 février 2021.
Il succède donc au gouvernement initialement formé par Quim Torra et dirigé par intérim par Pere Aragonès, constitué de la même coalition.

### Formation
Le 24 mars 2021, la présidente du Parlement Laura Borràs indique à l'issue de ses consultations avec les forces politiques ayant une représentation parlementaire qu'elle propose le président par intérim et vice-président sortant de la généralité de Catalogne Pere Aragonès comme candidat à l'investiture des députés.
Le Parlement refuse d'accorder sa confiance à Pere Aragonès deux puis six jours plus tard : lors des deux tours de scrutin, il remporte 42 voix pour, 61 voix contre et 32 abstentions, puisque le principal allié potentiel de la Gauche républicaine de Catalogne, Ensemble pour la Catalogne, refuse d'accorder son soutien à Aragonès sans accord de coalition préalablement signé. Le candidat indique le 8 mai avoir l'intention de former un gouvernement minoritaire de son seul parti, en raison de désaccords avec son partenaire sur la stratégie à suivre pour obtenir l'indépendance de la Catalogne.
Après que Junts a indiqué le 11 mai ne pas avoir l'intention de laisser le vice-président sortant constituer un exécutif de la seule ERC, un accord de principes de coalition unissant la Gauche républicaine et Ensemble est conclu le 17 mai. Il permet l'investiture de Pere Aragonès par 74 voix pour et 61 contre quatre jours plus tard. Le 24 mai, le président investi est assermenté et entre en fonction à l'issue d'une cérémonie organisée au palais de la Généralité en présence du ministre de la Politique territoriale Miquel Iceta, de la déléguée du gouvernement Teresa Cunillera, de la présidente du Parlement Laura Borràs et de l'ancien président catalan Quim Torra. Les 14 conseillers entrent en responsabilité deux jours plus tard, mettant fin à 240 jours d'affaires courantes.
À l'occasion du débat budgétaire pour l'année 2022, le gouvernement échoue à s'entendre avec la CUP. Il négocie alors et obtient en novembre 2021 le soutien d'En Comú Podem (ECP) pour faire adopter le projet de loi de finances, Aragonès précisant qu'il n'entendait pas cela comme une rupture avec la CUP. En juillet 2022, la Candidature d'unité populaire se dit prête à la « rupture absolue » avec l'exécutif de coalition.

### Crise politique de 2022
Lors du débat annuel de politique générale devant le Parlement, le président du groupe de Junts, Albert Batet, déclare le 27 septembre 2022 que son parti est prêt à demander que Pere Aragonès se soumette à un vote de confiance s'ils estiment que leur accord de coalition n'est pas correctement appliqué sur le sujet de l'accession à l'indépendance. Le lendemain, après avoir réuni son gouvernement en session extraordinaire puis échangé avec le secrétaire général de Junts, Jordi Turull, le président de la Généralité annonce le renvoi de son vice-président et conseiller aux Politiques numériques, Jordi Puigneró. Il indique avoir perdu la confiance en celui-ci après qu'il a reconnu qu'il était informé de la menace de demande d'un vote de confiance mais qu'il ne l'a pas fait savoir à Pere Aragonès. Ce dernier demande publiquement à Junts de désigner un successeur à Jordi Puigneró.
Le 29 septembre, après une réunion de neuf heures de la commission exécutive de Junts, son secrétaire général, Jordi Turull, fait savoir que l'ensemble des conseillers a mis ses fonctions à disposition du parti et qu'elle renvoie la décision de rompre ou non la coalition avec la Gauche républicaine à un référendum interne convoqué les 6 et 7 octobre suivants, tout en indiquant avoir l'intention de faire parvenir à ERC une proposition concrète sur les points de désaccord entre eux au sujet de la feuille de route vers l'indépendance du territoire. Envoyée le jour même, la proposition de Junts — qui demande la réintégration de Jordi Puigneró dans ses fonctions — est rejetée par le président de la Généralité le lendemain. Une nouvelle proposition, qui exclut cette fois-ci le retour de Puigneró, est remise le 2 octobre et repoussée par Pere Aragonès, qui considère qu'elle manque de sérieux en ce qu'elle propose de soumettre au Conseil pour la République l'établissement du « consensus stratégique » entre les forces indépendantistes.
La direction de Junts indique, le soir du 7 octobre, que 55,73 % des militants ayant pris part au vote — avec un taux de participation de 79,8 % des inscrits — se sont prononcés en faveur de la sortie du gouvernement, donc la rupture de la coalition avec la Gauche républicaine, mettant un terme à une gouvernance partagée entre les deux espaces politiques depuis 2016. Peu après, Pere Aragonès annonce son intention d'opérer un remaniement gouvernemental dans les plus brefs délais afin de remplacer les conseillers issus de Junts, et réfute la tenue d'élections parlementaires anticipées. L'identité des nouveaux conseillers est dévoilée le 9 octobre, et comprend trois ex-figures de partis politiques distincts d'ERC : Joaquim Nadal, ex-membre du Parti socialiste et conseiller à la Politique territoriale, Carles Campuzano, ancien militant de Convergence et député au Congrès, et Gemma Ubasart (ca), première secrétaire générale de Podemos en Catalogne.

### Remaniement de juin 2023
En raison de la candidature de Teresa Jordà aux élections générales anticipées du 23 juillet 2023, Pere Aragonès se trouve contraint, au début du mois de juin, de procéder à son remplacement au sein du gouvernement catalan. Interrogé sur la possibilité d'en profiter pour opérer un remaniement gouvernemental, le président de la Généralité ne se prononce pas.
Le 12 juin, il annonce effectivement un remaniement, nommant David Mascort (ca) conseiller à l'Action climatique en remplacement de Teresa Jordà, ainsi qu'Ester Capella conseillère au Territoire pour succéder à Juli Fernández (ca) et Anna Simó conseillère à l'Éducation à la suite de Josep González. La sortie de Josep González s'explique par l'opposition de l'ensemble de la communauté éducative à son encontre, tandis que celle de Juli Fernández semble liée au fait de devoir soutenir des projets d'infrastructures, qu'il critiquait précédemment, dans le cadre de l'accord passé avec le Parti socialiste pour l'adoption du projet de loi de finances pour 2023.
Les trois nouveaux conseillers sont assermentés et entrent en fonction le jour même.

### Succession
Le 13 mars 2024, le Parlement repousse le projet de loi de finances pour 2024 en adoptant une motion de rejet par 68 voix pour et 67 voix contre : Junts, Vox, la Candidature d'unité populaire (CUP), En Comú Podem (ECP), Ciudadanos (Cs) et le Parti populaire (PP) s'opposent au projet, soutenu par la Gauche républicaine et le Parti socialiste (PSC).
Pere Aragonès réunit aussitôt une séance extraordinaire du Conseil exécutif. À l'issue de cette réunion, il annonce la dissolution du Parlement et la convocation d'élections anticipées pour le 12 mai suivant. Au cours de ce scrutin, le Parti socialiste vire en tête en voix et sièges pour la première fois de son histoire, les partis indépendantistes perdent la majorité absolue dont ils bénéficiaint depuis 2012 et la Gauche républicaine rétrograde à la troisième place des forces politiques. Après la conclusion de deux accords d'investiture avec ERC et les Comuns Sumar, le socialiste Salvador Illa est investi président de la Généralité le 8 août.

## Composition

### Initiale (26 mai 2021)
- Par rapport au gouvernement Torra, les nouveaux conseillers sont indiqués en gras, ceux ayant changé d'attributions le sont en italique.

| Poste | Titulaire | Titulaire | Titulaire                                                  | Parti |
| --- | --------- | --------- | ---------------------------------------------------------- | ----- |
| Président de la Généralité |           |           | Pere Aragonès i Garcia                                     | ERC   |
| Vice-président |           |           | Jordi Puigneró i Ferrer (jusqu'au 29/09/2022)              | Junts |
| Conseillère à la Présidence |           |           | Laura Vilagrà Pons                                         | ERC   |
| Conseiller aux Politiques numériques et au Territoire                                                                           |           |           | Jordi Puigneró i Ferrer (jusqu'au 29/09/2022)              | Junts |
| Conseiller aux Politiques numériques et au Territoire                                                                           |           |           | Gemma Geis i Carreras (par intérim à partir du 03/10/2022) | Junts |
| Conseiller aux Entreprises et au Travail                                                                                        |           |           | Roger Torrent i Ramió                                      | ERC   |
| Conseiller à l'Économie et aux Finances                                                                                         |           |           | Jaume Giró i Ribas                                         | Junts |
| Conseillère à l'Égalité et au Féminisme                                                                                         |           |           | Tània Verge Mestre                                         | Sans  |
| Conseillère à l'Action extérieure et à la Transparence Conseillère à l'Action extérieure et au Gouvernement ouvert (20/06/2021) |           |           | Victòria Alsina i Burgués                                  | Junts |
| Conseiller à l'Éducation |           |           | Josep González Cambray                                     | ERC   |
| Conseillère à la Recherche et à l'Enseignement supérieur                                                                        |           |           | Gemma Geis i Carreras                                      | Junts |
| Conseillère à l'Action climatique, à l'Alimentation et à la Ruralité                                                            |           |           | Teresa Jordà i Roura                                       | ERC   |
| Conseiller à la Santé |           |           | Josep Maria Argimon Pallàs                                 | Sans  |
| Conseiller à l'Intérieur |           |           | Joan Ignasi Elena i Garcia                                 | Sans  |
| Conseillère aux Droits sociaux                                                                                                  |           |           | Violant Cervera i Gòdia                                    | Junts |
| Conseillère à la Culture |           |           | Natàlia Garriga Ibáñez                                     | ERC   |
| Conseillère à la Justice |           |           | Lourdes Ciuró i Buldó                                      | Junts |

### Remaniement du 10 octobre 2022
- Les nouveaux conseillers sont indiqués en gras, ceux ayant changé d'attributions le sont en italique.

| Poste                                                                | Titulaire | Titulaire | Titulaire                  | Parti |
| -------------------------------------------------------------------- | --------- | --------- | -------------------------- | ----- |
| Président de la Généralité                                           |           |           | Pere Aragonès i Garcia     | ERC   |
| Conseillère à la Présidence                                          |           |           | Laura Vilagrà Pons         | ERC   |
| Conseiller aux Entreprises et au Travail                             |           |           | Roger Torrent i Ramió      | ERC   |
| Conseillère à l'Économie et aux Finances                             |           |           | Natàlia Mas i Guix         | Sans  |
| Conseillère à l'Égalité et au Féminisme                              |           |           | Tània Verge Mestre         | Sans  |
| Conseillère à l'Action extérieure et à l'Union européenne            |           |           | Meritxell Serret i Aleu    | ERC   |
| Conseiller à l'Éducation                                             |           |           | Josep González Cambray     | ERC   |
| Conseiller à la Recherche et à l'Enseignement supérieur              |           |           | Joaquim Nadal i Farreras   | Sans  |
| Conseillère à l'Action climatique, à l'Alimentation et à la Ruralité |           |           | Teresa Jordà i Roura       | ERC   |
| Conseiller à l'Intérieur                                             |           |           | Joan Ignasi Elena i Garcia | Sans  |
| Conseiller au Territoire                                             |           |           | Juli Fernández i Olivares  | ERC   |
| Conseiller à la Santé                                                |           |           | Manel Balcells i Díaz      | ERC   |
| Conseiller aux Droits sociaux                                        |           |           | Carles Campuzano i Canadès | Sans  |
| Conseillère à la Culture                                             |           |           | Natàlia Garriga Ibáñez     | ERC   |
| Conseillère à la Justice, aux Droits et à la Mémoire                 |           |           | Gemma Ubasart González     | Sans  |

### Remaniement du 12 juin 2023
- Les nouveaux conseillers sont indiqués en gras, ceux ayant changé d'attributions le sont en italique.

| Poste                                                                    | Titulaire | Titulaire | Titulaire                  | Parti |
| ------------------------------------------------------------------------ | --------- | --------- | -------------------------- | ----- |
| Président de la Généralité                                               |           |           | Pere Aragonès i Garcia     | ERC   |
| Vice-présidente du gouvernement (24/01/2024) Conseillère à la Présidence |           |           | Laura Vilagrà Pons         | ERC   |
| Conseiller aux Entreprises et au Travail                                 |           |           | Roger Torrent i Ramió      | ERC   |
| Conseillère à l'Économie et aux Finances                                 |           |           | Natàlia Mas i Guix         | Sans  |
| Conseillère à l'Égalité et au Féminisme                                  |           |           | Tània Verge Mestre         | Sans  |
| Conseillère à l'Action extérieure et à l'Union européenne                |           |           | Meritxell Serret i Aleu    | ERC   |
| Conseiller à l'Éducation                                                 |           |           | Anna Simó i Castelló       | ERC   |
| Conseiller à la Recherche et à l'Enseignement supérieur                  |           |           | Joaquim Nadal i Farreras   | Sans  |
| Conseillère à l'Action climatique, à l'Alimentation et à la Ruralité     |           |           | David Mascort i Subiranas  | ERC   |
| Conseiller à l'Intérieur                                                 |           |           | Joan Ignasi Elena i Garcia | ERC   |
| Conseiller au Territoire                                                 |           |           | Ester Capella i Farré      | ERC   |
| Conseiller à la Santé                                                    |           |           | Manel Balcells i Díaz      | ERC   |
| Conseiller aux Droits sociaux                                            |           |           | Carles Campuzano i Canadès | Sans  |
| Conseillère à la Culture                                                 |           |           | Natàlia Garriga Ibáñez     | ERC   |
| Conseillère à la Justice, aux Droits et à la Mémoire                     |           |           | Gemma Ubasart González     | Sans  |